# Мечеть Тапабаші

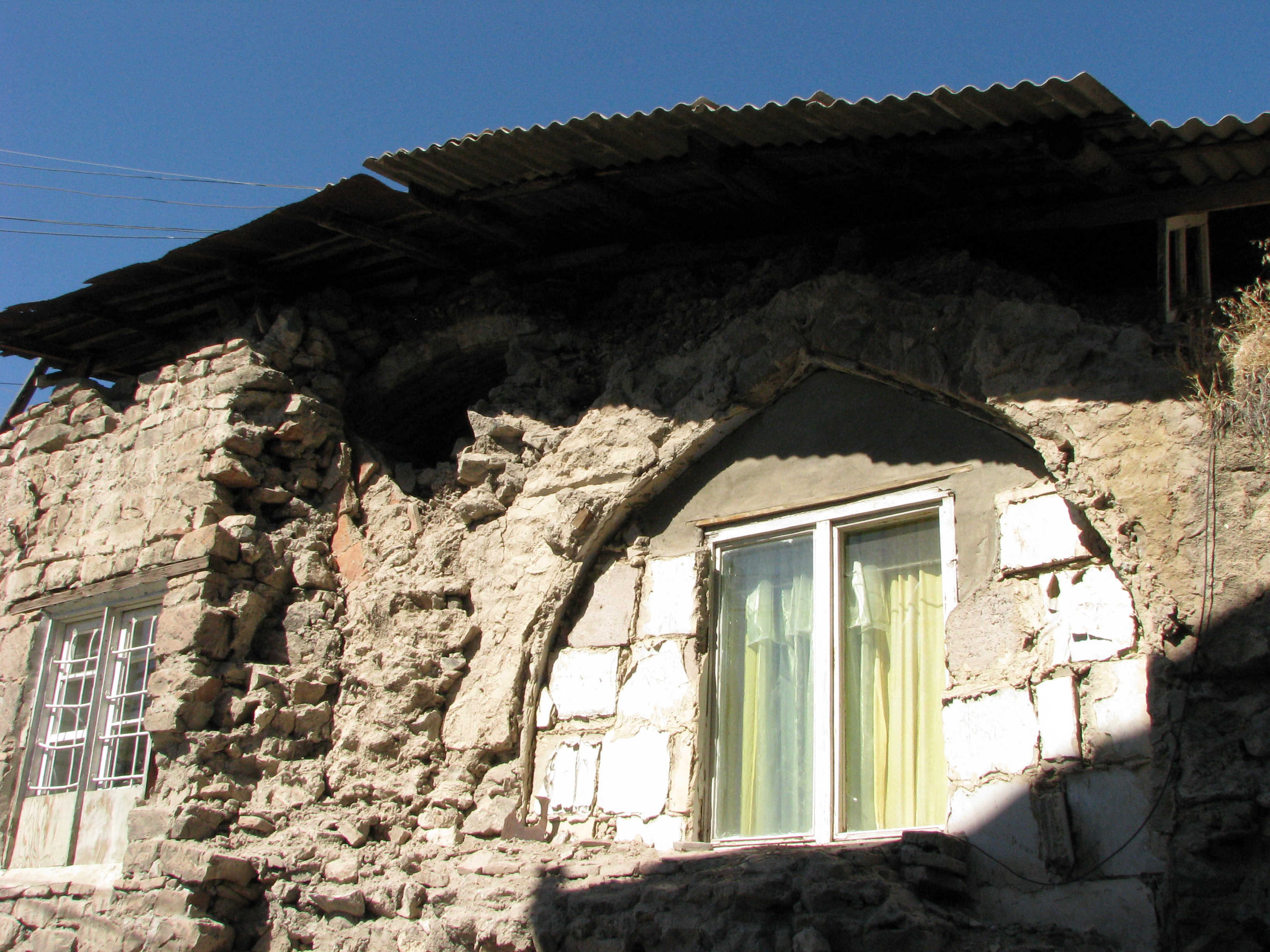
Мечеть Тапабаші у XXI столітті

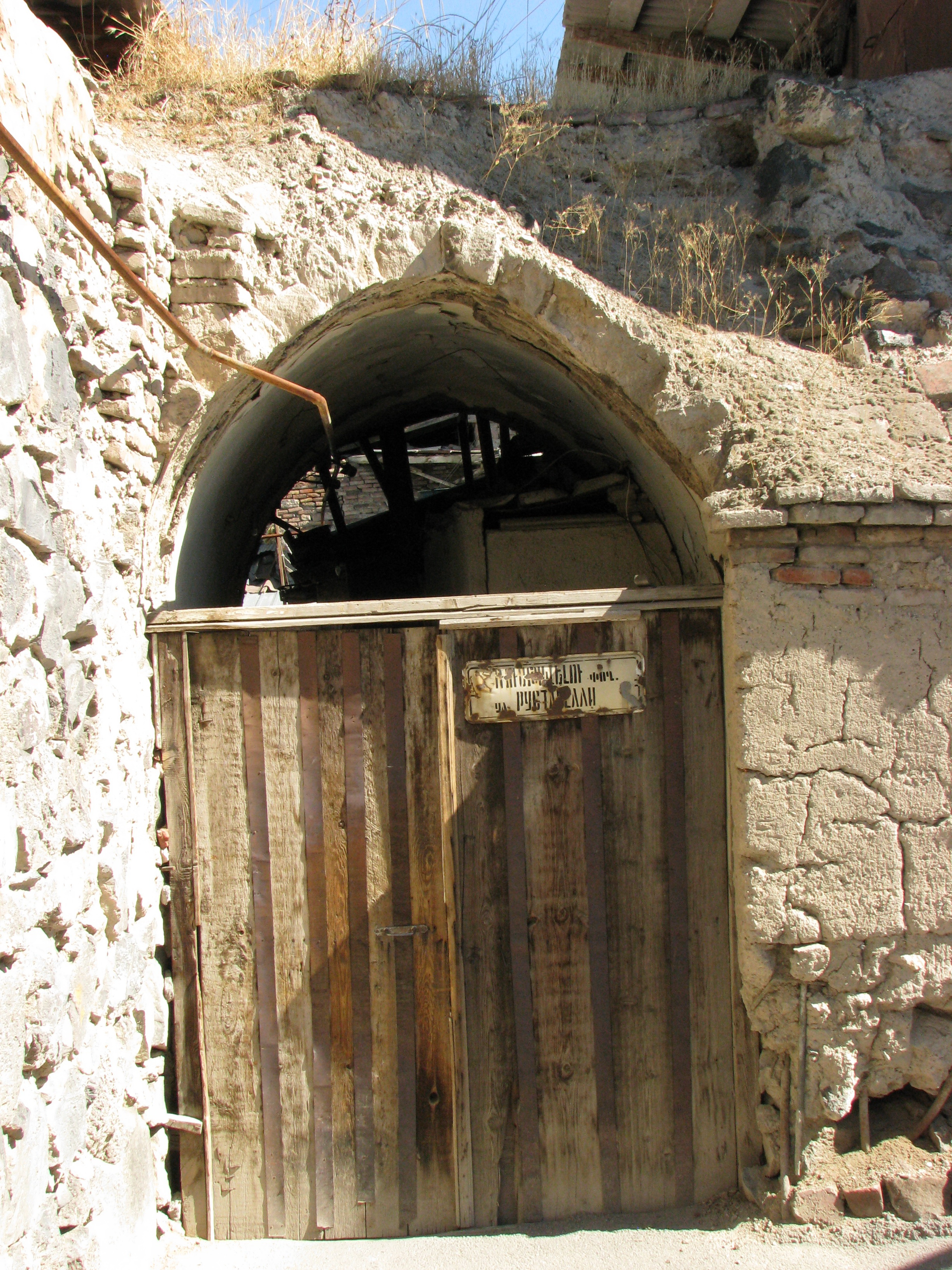
Двері мечеті

Мечеть Тапабаші, мечеть Аббас Кулі-хана (азерб. Təpəbaşı məscidi, вірм. Կոնդի մզկիթ — Kondi mzkit) — шиїтська мечеть, розташована на півдні єреванського району Конд.

## Історія
Заснування мечеті датується 1687 роком, за часів Еріванського ханства, коли квартал Конд називався Тапабаші — вершина пагорба. Мечеть розташовується на перетині нинішніх вулиць Конді, Руставелі та Симеона Єреванці, на півдні Кондського району.
Мечеть перебудовувалась у другій половині XIX століття. Одним із замовників перебудов мечеті був співробітник міської управи Аббас-Кулі, нащадок єреванських ханів, при якому мечеть і набула сучасних масштабів. Його будинок також знаходився цього кварталу.
Наприкінці 1920-х у будівлі мечеті розмістили архів, потім житлові квартири для біженців з Туреччини (1915), 17 сімей, нащадки яких досі живуть у будівлі мечеті.
Мечеть мала два бані, малий і великий, але останній був знесений у 1960-х.
До теперішнього часу від неї вціліли лише деякі стіни 1,5 метрової товщини та частини даху. Основний купол впав у 1960-ті (за іншими даними, у 1980-ті), але вцілів менший купол і красивий перський орнамент. На даний момент руїни мечеті входять до списку історичного надбання Вірменії.